# Höhenkirchen-Siegertsbrunn
Höhenkirchen-Siegertsbrunn ist eine oberbayerische Gemeinde im Landkreis München.

## Geografie

### Lage
Die Gemeinde liegt im Landkreis München, 17 Kilometer südöstlich von München in der Münchner Schotterebene. Die Kommune grenzt an die Landkreisgemeinden Aying, Brunnthal und Hohenbrunn an. Ebenso wie bei anderen Siedlungen in der Schotterebene ist der fast kreisrunde Waldgürtel um Höhenkirchen-Siegertsbrunn nicht das Überbleibsel einer Rodungsinsel, sondern entstand erst in späterer Zeit durch Aufforstung. Dieser außerhalb von landwirtschaftlich genutzten Flächen gelegene Waldgürtel wird im Osten überwiegend durch den Höhenkirchener Forst gebildet. Hier befindet sich auch die Grenze zum Landkreis Ebersberg.
Das Gemeindegebiet besteht aus den Gemarkungen Höhenkirchen und Siegertsbrunn. Der östlich liegende Höhenkirchner Forst war noch bis 2010 ausmärkisches Gebiet und keiner Kommune zugeordnet. Die umliegenden Kommunen Aying, Hohenbrunn und Grasbrunn hatten zusammen mit Höhenkirchen-Siegertsbrunn zwischen 2003 und 2009 abgestimmte Anträge auf die Eingemeindung von Teilgebieten gestellt, denen die Regierung von Oberbayern mit Rechtsverordnung vom 14. Dezember 2010 und Wirkung zum 1. Januar 2011 entsprach. Durch die zusätzlichen Gebiete nahm die Fläche der Gemeinde Höhenkirchen-Siegertsbrunn um rund neun Quadratkilometer zu.

### Gemeindegliederung
Die Gemeinde hat drei Gemeindeteile (in Klammern ist der Siedlungstyp angegeben):
- Höhenkirchen (Pfarrdorf) (westlich der ehemaligen Ortschaft Siegertsbrunn)
- Siegertsbrunn (Pfarrdorf) (östlich der ehemaligen Ortschaft Höhenkirchen)
- Wächterhof (Einöde mit Gewerbegebiet)

Die etwas weiter nördlich gelegene Siedlung am Hart (am Bahnhof Wächterhof) ist kein amtlich benannter Gemeindeteil.
Bei dem Ort Höhenkirchen-Siegertsbrunn handelt es sich um ein Doppeldorf, das politisch aus dem Pfarrdorf Höhenkirchen (westlich) und dem Pfarrdorf Siegertsbrunn (östlich) besteht.

### Nachbargemeinden
|           | Hohenbrunn                                  | Grasbrunn     |
| Brunnthal | Kompassrose, die auf Nachbargemeinden zeigt | Oberpframmern |
|           | Aying                                       | Egmating      |

### Natur
Folgendes Schutzgebiet berührt das Gemeindegebiet:
- Landschaftsschutzgebiet LSG Hofoldinger und Höhenkirchner Forst (LSG-00198.01)

## Geschichte
Am 1. Mai 1978 wurde die Gemeinde Siegertsbrunn in die Gemeinde Höhenkirchen im Rahmen der Gemeindegebietsreform eingegliedert. Im Jahr 1985 erfolgte die Namensänderung in „Höhenkirchen-Siegertsbrunn“. Abgesehen von Ortsnamenzusätzen wie z. B. Neukirchen bei Sulzbach-Rosenberg ist dies einer der längsten Gemeindenamen Deutschlands.
Eine gewisse Eigenständigkeit der Gemeindeteile Höhenkirchen und Siegertsbrunn ist auch heute noch zu erkennen: Es gibt zwei Freiwillige Feuerwehren, zwei Maibäume, zwei Kriegerdenkmäler, zwei Kriegervereine, zwei Burschenvereine und zwei Tennisvereine. Auch existieren zwei selbstständige Pfarrgemeinden, die katholische Pfarrei Mariä Geburt Höhenkirchen und die katholische Pfarrgemeinde St. Peter Siegertsbrunn, die aber mittlerweile beide zum Pfarrverband Höhenkirchen gehören.

### Geschichte Siegertsbrunns
Der Name Siegertsbrunn geht auf Sigihartasprunnin zurück, also etwa Brunnen des Sigihart, mit dem auf der Münchner Schotterebene das Trinkwasser aus mehreren Meter Tiefe geholt wurde. Der Name des Ortes taucht um 1050 erstmals in einer Urkunde des Klosters Tegernsee auf. Die Wallfahrt zum Hl. Leonhard in Siegertsbrunn kommt im 15. Jahrhundert in Blüte. Das ausgehende 17. Jahrhundert dürfte der Ursprung für die heutige Pfarrkirche St. Peter sein. Als Tag der Kirchweihe von St. Peter in Siegertsbrunn ist der 17. Juni 1707 überliefert. Die Gemeinde Siegertsbrunn entstand mit dem Gemeindeedikt von 1818 und wurde 1978 in die Gemeinde Höhenkirchen im Rahmen der Gemeindegebietsreform eingegliedert.

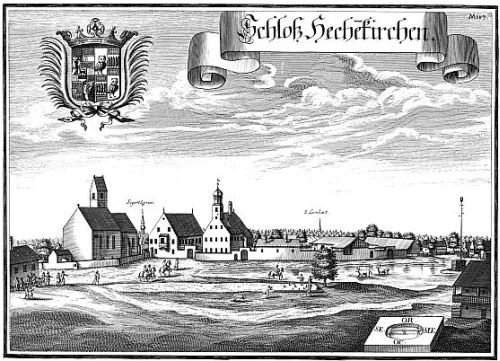
Michael Wening: Schloss Höhenkirchen

### Geschichte Höhenkirchens
Der Ortsteil wurde wohl zugleich mit Siegertsbrunn im späten 5. oder frühen 6. Jahrhundert während der bajuwarischen Landnahme gegründet und hieß zunächst Marchwartsbrunn. Nachdem ein edles Geschlecht aus Kleinhöhenkirchen zugezogen war und hier seinen Herrensitz errichtete, wurde der Ort um 1020 in "Höhenkirchen" umbenannt.
Die erste Kirche an der Rosenheimer Straße war eine kleine Holzkapelle und wurde wohl im 8. Jahrhundert errichtet. An ihrer Stelle entstand 1020 die im romanischen Baustil neu gebaute Kirche (erste Erwähnung). Johann Heinrich Schrenck zu Egmating erlangte 1630 für seine Grundherrschaft in Höhenkirchen Hofmarksprivilegien.
Höhenkirchen war im 17. und 18. Jahrhundert ein als Rastplatz bekanntes Örtchen für Durchreisende, Kutscher usw. Am alten Schloss Höhenkirchen, worin heute ein Schuhgeschäft ist, befand sich eine Raststätte mit einer Gaststätte. Die Gemeinde Höhenkirchen entstand mit dem Gemeindeedikt von 1818. 1978 wurde die Gemeinde Siegertsbrunn in die Gemeinde Höhenkirchen im Rahmen der Gemeindegebietsreform eingegliedert. 1985 erfolgte die Namensänderung in „Höhenkirchen-Siegertsbrunn“.

### Einwohnerentwicklung
Zwischen 1988 und 2018 wuchs die Gemeinde von 6.094 auf 10.872 um 4.778 Einwohner bzw. um 78,4 %.

## Politik

### Bürgermeister
Erster gemeinsamer Bürgermeister von Höhenkirchen-Siegertsbrunn war Wilhelm Reitmeier (CSU, 1972–1990, Jahrgang 1921).
Seit 2020 ist Mindy Konwitschny (SPD) Erste Bürgermeisterin. Am 29. März 2020 setzte sie sich mit 62,8 % der Stimmen im zweiten Wahlgang gegen Roland Spingler (CSU) durch.
Zweite Bürgermeisterin ist Luitgart Dittmann-Chylla (Bündnis 90/Die Grünen).

### Gemeinderat
Der Gemeinderat besteht seit 1. Mai 2020 aus vierundzwanzig Mitgliedern und der Ersten Bürgermeisterin. In der Legislaturperiode 2020–2026 stellt die CSU sieben, Bündnis 90/Die Grünen sechs Mitglieder, die SPD fünf, die Unabhängigen Bürger (UB) vier und die Allgemeine Freie Wählergemeinschaft Höhenkirchen-Siegertsbrunn (AFW) zwei Gemeinderatsmitglieder.

### Wappen
| Wappen von Höhenkirchen-Siegertsbrunn | Blasonierung: „Unter rotem Schildhaupt, darin ein mit einem schwarzen Pfeil belegter silberner Schrägbalken, in Silber eine bewurzelte grüne Tanne.“ |
| Wappen von Höhenkirchen-Siegertsbrunn | Wappenbegründung: Die Tanne weist auf die Entstehung von Höhenkirchen als hochmittelalterliche Rodungssiedlung im Waldgebiet südöstlich von München hin. Der Höhenkirchener Forst leitet seinen Namen von der Gemeinde ab. Der mit einem Pfeil belegte Schrägbalken im Schildhaupt entspricht dem Stammwappen der Schrenck zu Egmating. Der Schlossbesitzer Johann Heinrich Schrenck erlangte 1630 für seine Grundherrschaft Höhenkirchen Hofmarksprivilegien. Dieses Wappen hat sich die Altgemeinde Höhenkirchen gegeben, und es gilt seit der Gemeindegebietsreform für Höhenkirchen-Siegertsbrunn. |

Siegertsbrunn hatte als eigenständige Gemeinde kein eigenes Wappen. Es gibt jedoch eine Darstellung eines Ziehbrunnens (Sigoho), die unter anderem vom Siegertsbrunner Burschenverein bis heute genutzt wird (Maibaum und Tracht). Es handelt sich jedoch nicht um ein hoheitliches Wappen.
Die Feuerwehr Siegertsbrunn nützt die vom Staat zugestandene Möglichkeit, im Wappen an der Uniform anstatt des Gemeindewappens das kleine bayerische Staatswappen (Rauten) zu führen. Auf den Feuerwehrfahrzeugen der FF Siegertsbrunn fehlt ein Wappen gänzlich. Die Feuerwehr Höhenkirchen verwendet das hoheitliche Wappen der Gemeinde seit Festlegung dieses Symbols an allen Einsatzfahrzeugen und zur Kennzeichnung ihrer aktiven Einsatzkräfte nach der Kennzeichnungsverordnung für die Feuerwehren des Landes Bayern.

### Gemeindepartnerschaften
- Chéroy im Département Yonne, Frankreich, seit 1967
- Montemarciano, Italien, seit 2005

Seit Juni 2007 zeugen eigene Anschlagtafeln an den Ortseinfahrten von diesen Partnerschaften.

## Bildung

### Schulen
In der Gemeinde befinden sich drei Schulen:
- Sigoho-Marchwart-Grundschule (Grundschule)
- Erich Kästner-Volksschule (Grund- und Mittelschule)
- Gymnasium

Die Gemeinde gehört dem Zweckverband weiterführender Schulen im südöstlichen Landkreis München an.

#### Erich Kästner Grund- und Mittelschule
Die Erich Kästner Grund- und Mittelschule (Eigenschreibung: Erich Kästner-Grund- und Mittelschule) ist eine reguläre staatliche Schule mit eigenständiger Grundschule und Mittelschule mit gebundenem und offenem Ganztag in beiden Schularten. In der Mittelschule gibt es darüber hinaus einen voll ausgebauten M-Zug. In der Regel besuchen etwa 500 Schülerinnen und Schüler die Erich-Kästner-Schule. Die Schule wird geleitet von Torsten Bergmühl (Rektor) und Michaela Bonnkirch-Sapper (Konrektorin). Das ursprüngliche Schulhaus in Höhenkirchen wurde 1950 errichtet und 1951 eingeweiht. In den darauffolgenden Jahrzehnten erfolgten mehrfach Erweiterungen, Umbauten und Modernisierungen. Das heutige Hauptgebäude wurde 1963 als Erweiterungsbau eröffnet und 1999 mit einem weiteren Umbau modernisiert. Anlässlich des 50-jährigen Bestehens wurde dieser 2001 feierlich eröffnet. Im Jahr 2012 erfolgte dann eine Erweiterung mit einem farbenfrohen Neubau, der heute die Ganztagesklassen und die Mensa beherbergt. Die Erich Kästner Grund- und Mittelschule in Höhenkirchen-Siegertsbrunn wird von den drei Gemeinden Höhenkirchen-Siegertsbrunn, Brunnthal und Aying des Landkreises München getragen.

#### Gymnasium Höhenkirchen-Siegertsbrunn
Im Februar 2010 wurde mit dem Bau eines Gymnasiums auf dem Gelände der ehemaligen RUF-Fabrik begonnen. Die Schule liegt – verkehrsgünstig – direkt am S-Bahnhof, mit Blick auf die Skulptur HöSi. Das Gymnasium soll die Schulen in Neubiberg und Ottobrunn entlasten. Den Bau sowie den Betrieb des Schulgebäudes übernahm die Hochtief AG in einer öffentlich-privaten Partnerschaft. Der Schulbetrieb wurde bereits im Schuljahr 2011/2012 aufgenommen – allerdings noch nicht mit einer eigenen Schulfamilie: Von 2011 bis 2013 wurden die Schüler des Gymnasiums Neubiberg in Höhenkirchen unterrichtet, da deren Gymnasium generalsaniert wurde. Von 2013 bis 2015 war das Gymnasium Ottobrunn im Höhenkirchener Gymnasium untergebracht, ebenfalls wegen einer Generalsanierung des Stammgebäudes. Um genügend Klassenräume zur Verfügung zu stellen, wurde zusätzlich ein provisorisches Containergebäude errichtet. Zum Schuljahr 2013/14 nahm das Gymnasium Höhenkirchen-Siegertsbrunn seinen eigenen Betrieb unter der Leitung von Claudia Gantke mit einer naturwissenschaftlich-technologischen Ausrichtung und einem musischen Zweig auf. Im Schuljahr 2017/2018 hatte das Gymnasium ca. 850 Schüler und 80 Lehrkräfte sowie zehn Instrumentallehrkräfte in 28 Klassen sowie der Oberstufe.

### Vorschulische Bildung
In der Gemeinde gibt es folgende Kindergärten:
- Arche Noah, evangelisch-lutherische Kirchengemeinde (Höhenkirchen)
- Katholischer Kindergarten Mariä Geburt (Höhenkirchen)
- Pfiffikus (ehem. Tigerente), Arbeiterwohlfahrt (Höhenkirchen)
- Gemeindekindergarten (im ehemaligen Siegertsbrunner Schulhaus)
- Farbenkiste, Paritätischer Wohlfahrtsverband (Siegertsbrunn)
- Wichtelrunde, Arbeiterwohlfahrt, Waldkindergarten (Höhenkirchner Forst)
- Wichtelmäuse, Arbeiterwohlfahrt, Waldkindergarten (Höhenkirchner Forst)

In der Gemeinde gibt es folgende Horte:
- Pfiffikus, Arbeiterwohlfahrt (Höhenkirchen)
- Arche Noah, evangelisch-lutherische Kirchengemeinde (Höhenkirchen)

In der Gemeinde gibt es folgende Krippen:
- Elterninitiative Sonnenschein (Höhenkirchen)
- Farbenfroh, Paritätischer Wohlfahrtsverband (Siegertsbrunn)
- Arche Noah, evangelisch-lutherische Kirchengemeinde (Höhenkirchen)

## Verkehr

### S-Bahn

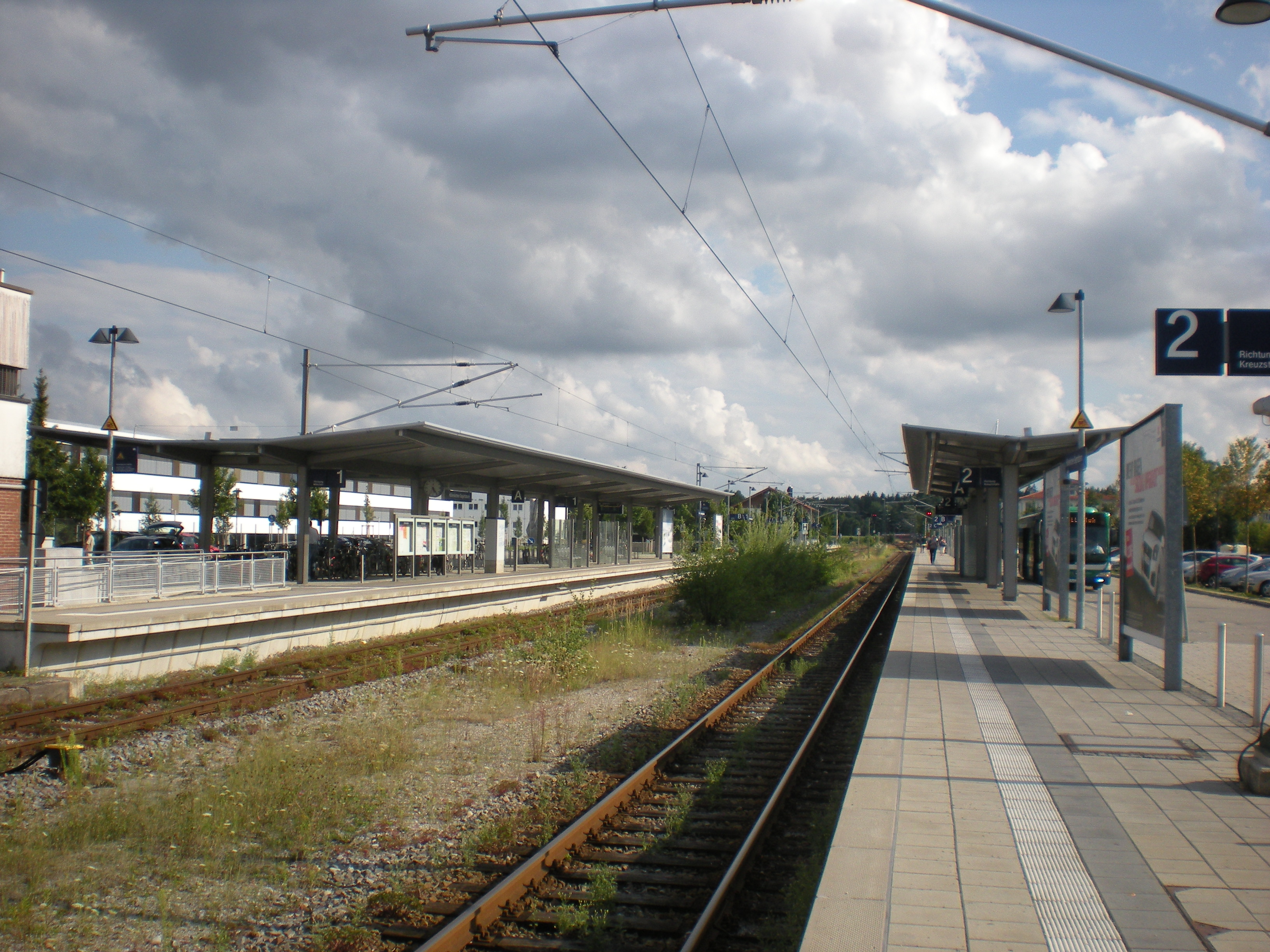
Bahnhof Höhenkirchen-Siegertsbrunn

Im Gemeindegebiet liegen an der Bahnstrecke München-Giesing–Kreuzstraße zwei Haltestellen der S-Bahn München, die beide durch die S5 von Kreuzstraße nach Pasing bedient werden. Während der Bahnhof Höhenkirchen-Siegertsbrunn zwei Gleise und ein Empfangsgebäude besitzt, ist die Station Wächterhof ein eingleisiger Haltepunkt.
| Linie | Linienverlauf |
| ----- | --- |
| S5    | Kreuzstraße – Großhelfendorf – Peiß – Aying – Dürrnhaar – Höhenkirchen-Siegertsbrunn – Wächterhof – Hohenbrunn – Ottobrunn – Neubiberg – Neuperlach Süd – Perlach – Giesing – St.-Martin-Straße – Ostbahnhof – Rosenheimer Platz – Isartor – Marienplatz – Karlsplatz (Stachus) – Hauptbahnhof – Hackerbrücke – Donnersbergerbrücke – Hirschgarten – Laim – Pasing (– Westkreuz – Neuaubing – Freiham – Harthaus – Germering-Unterpfaffenhofen – Geisenbrunn – Gilching-Argelsried – Neugilching – Weßling) |

### Bus
Höhenkirchen-Siegertsbrunn wird durch drei Regionalbuslinien des MVV erschlossen.
| Linie | Linienverlauf                                                                                           | Verkehrsunternehmen |
| ----- | --- | ------------------- |
| 216   | Taufkirchen, Hugo-Junkers-Straße – Höhenkirchen-Siegertsbrunn (S) – Brunnthal – Hofolding – Faistenhaar | Ettenhuber          |
| 244   | Taufkirchen, Hugo-Junkers-Straße – Höhenkirchen-Siegertsbrunn (S) – Brunnthal – Sauerlach (S)           | Ettenhuber          |
| 413   | Antholing – Glonn, Bahnhofsplatz – Höhenkirchen-Siegertsbrunn (S)                                       | Ettenhuber          |

### Straßenverkehr
Höhenkirchen-Siegertsbrunn ist über folgende Autobahnen erreichbar:
- Autobahn A 99, Ausfahrt Ottobrunn/Höhenkirchen oder Hohenbrunn;
- Autobahn A 8, Ausfahrt Hofolding (von Süden – Salzburg – kommend)

sowie über die Staatsstraße 2078. An Letztere, die von München nach Rosenheim den Ort westlich passiert, ist die Gemeinde über drei Anschlussstellen angebunden. Die Westumgehung wurde zur Entlastung der innerörtlichen Rosenheimer und Münchner Straße nach dreijähriger Bauzeit am 3. Oktober 2009 fertiggestellt.

## Siegertsbrunner Leahats

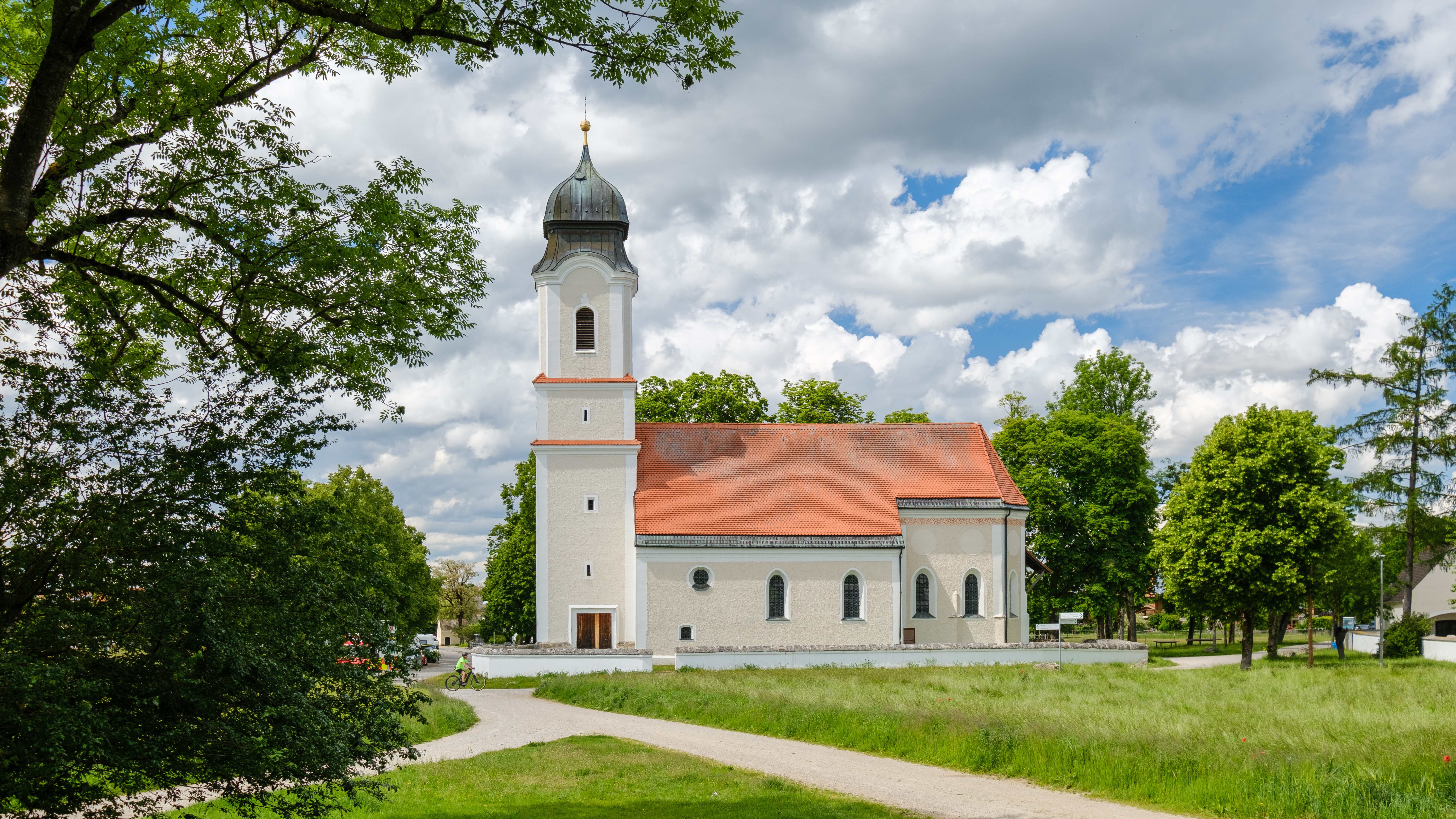
St. Leonhard (Mai 2024).

Jedes Jahr am Sonntag nach dem 8. Juli (Kilianstag) wird in Siegertsbrunn vor und in der Filial- und Wallfahrtskirche St. Leonhard das Leonhardifest – der sogenannte Leahats – gefeiert mit dreitägigem Jahrmarkt, Festzeltbetrieb, diversen kulturellen Angeboten, dem eigentlichen Wallfahrtstag am Samstag und großem Festsonntag. Am Freitagabend wird nach einer ökumenischen Andacht das Fest mit dem Bieranstich eröffnet. Dies ist gleichzeitig der Tag der Vereine. Am Samstagabend lädt der Siegertsbrunner Burschenverein zum Tanz ins Festzelt ein.
Für das Leonhardifest gibt es ein eigenes Leonhardikomitee (geführt wie ein Verein) und einen Marktleiter (Hans Loidl). Höhepunkt ist der dreimalige Umritt bzw. die dreimalige Umfahrt am Leonhardisonntag. Bei dieser Gelegenheit werden Ross und Reiter, aber auch alle, die am Umritt / an der Umfahrt teilnehmen, gesegnet. Normalerweise verwendet der Geistliche dabei abwechselnd Weihwasser, Weihrauch und den Kreuzpartikel.
Inzwischen gestalten vor allem örtliche Vereine wie der Burschenverein mit den Madeln oder der Eis- und Tennisclub (ETC) Siegertsbrunn die Festwägen. Ebenso nehmen Kindergärten und andere Gruppierungen aus Höhenkirchen-Siegertsbrunn an diesem Umritt / an dieser Umfahrt teil. Eine große Attraktion sind auch die von Franz Guggenberger senior und junior originalgetreu nachgebauten Modellkirchen. Diese sind unten auf den Bildern zu sehen. Außerdem kommen von den umliegenden Gemeinden weitere Vereine und Organisationen, um daran teilzunehmen. Der Brauch, währenddessen zu beten, ist in Siegertsbrunn allerdings fast gänzlich verloren gegangen.

Leonhardifest 2006
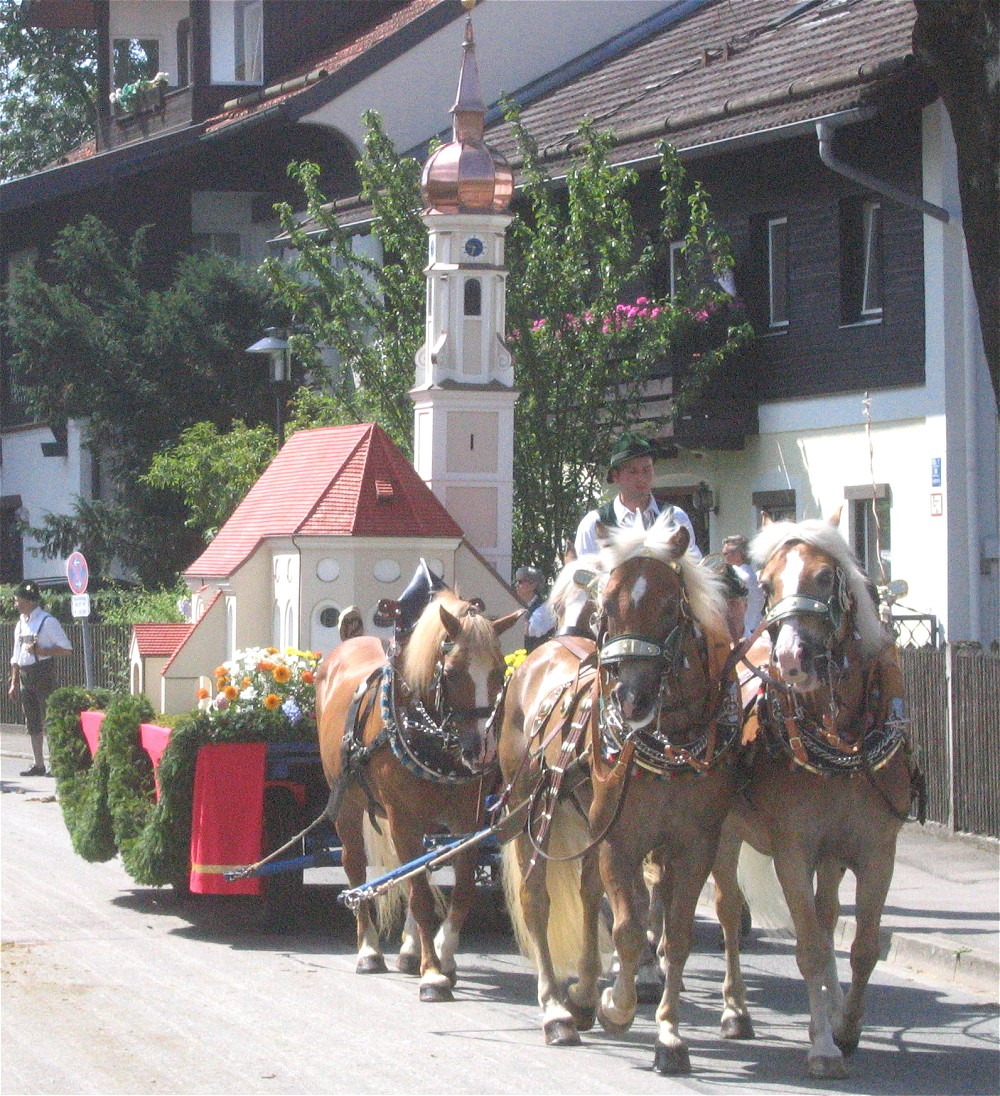
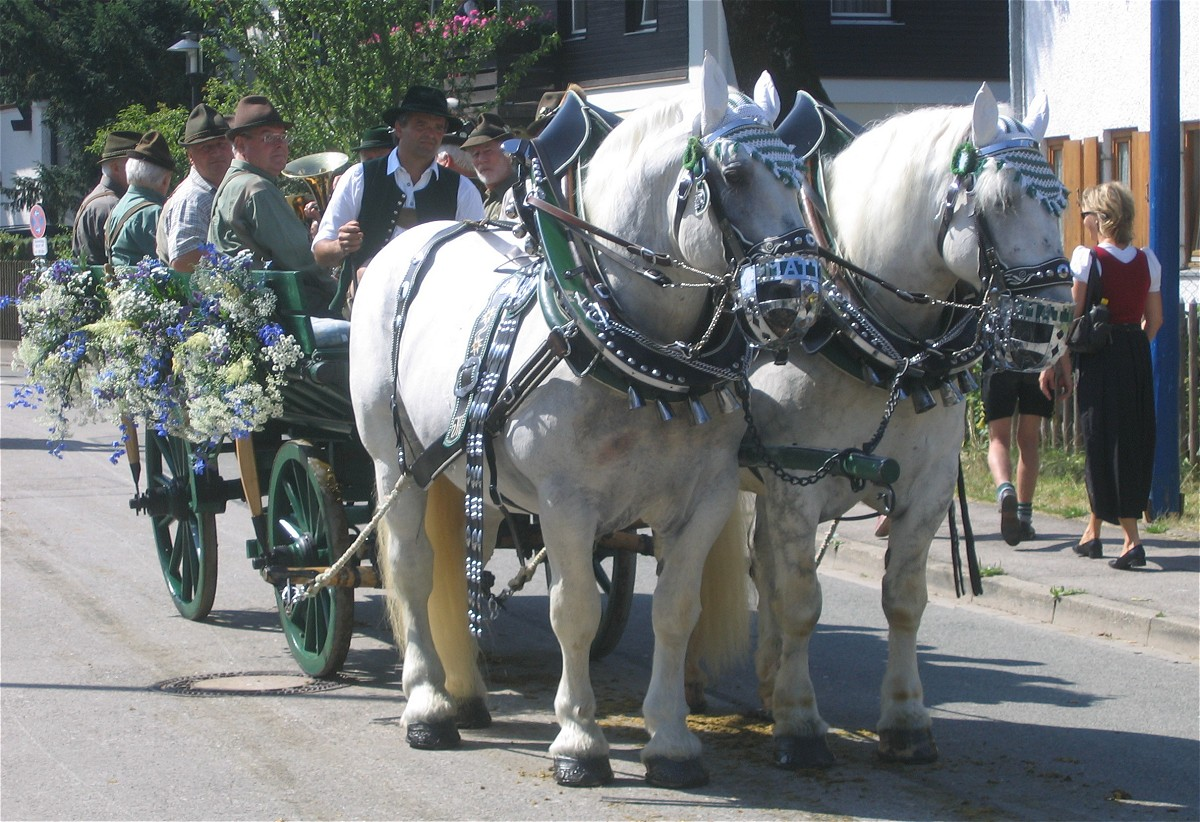
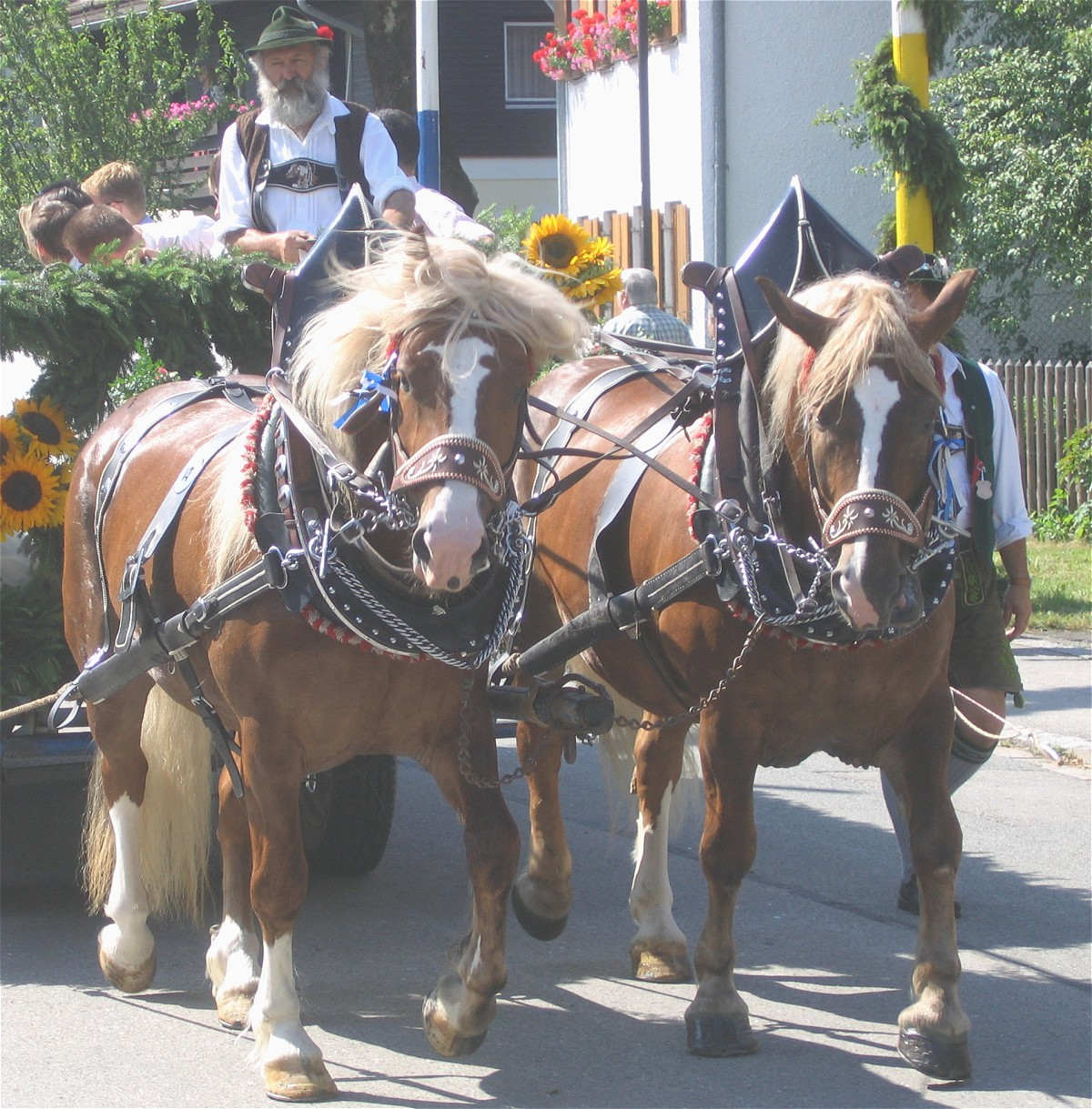
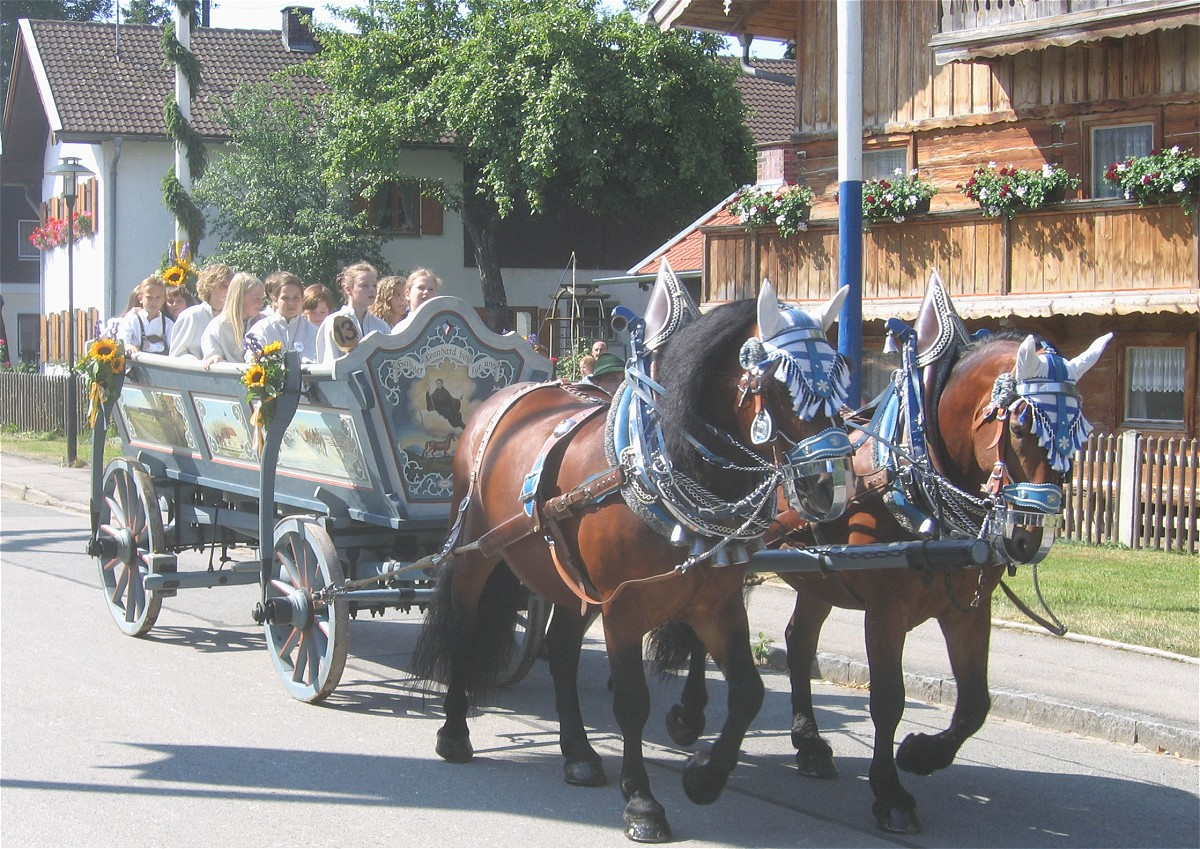

## Themenjahre
Die Gemeinde stellt seit 2007 jedes zweite Jahr unter ein bestimmtes Thema.

### Gesundheitsjahr 2005
2005 wurde das erste Mal die Idee von Frau Hanisch verwirklicht, ein Mottojahr zu veranstalten.
Es begann mit einer großen Wiegeaktion von interessierten Bürgern, die am Jahresende erfahren konnten, ob ihre Fastenaktionen und/oder Gesundheitsumstellungen gewichtsmäßige Erfolge zeigten.

### Kulturjahr 2007
2007 war das Kulturjahr, in dem viele entsprechende Veranstaltungen angeboten wurde. Eröffnet wurde es mit dem Aufstellen der HöSi-Statue am Bahnhof. Außerdem haben sich ortsansässige Künstler aktiv bei vielen Gelegenheiten beteiligt. So gab es einen Tag, an dem die Gemeindemitglieder die Gelegenheit hatten, Künstler zu besuchen und sich vor Ort ein Bild von der Erschaffung und der Darstellung der Kunstwerke zu machen.

### Umweltjahr 2009
2009 wurde das Oberthema „Umwelt“ behandelt. Es gab erstmals eine Umweltmesse, und Höhepunkt war am 3. Oktober die Eröffnung der Umgehungsstraße.

### Bildungsjahr 2011
2011 stand unter dem Motto „Bildung“. Es fanden über 300 Veranstaltungen statt; besondere Bedeutung gewann das Bildungsjahr durch die sogenannten „LänderSonntage“, an denen sich die verschiedenen Nationalitäten, die am Ort wohnen, präsentierten. Deshalb wurde der Arbeitskreis ZusammenLeben mit seinem Leiter Mathias Mooz mit dem Integrationspreis der Regierung von Oberbayern ausgezeichnet. Außerdem wurde 2011 das Gymnasium eingeweiht.

## Religion
Seit 1990 besteht der Katholische Pfarrverband Höhenkirchen (kirchliche Stiftung des öffentlichen Rechts), der 2012 auf Brunnthal ausgeweitet worden ist.

## Sehenswürdigkeiten

### Kirchengebäude
- Pfarrkirche Mariä Geburt, katholische Pfarrkirche in Höhenkirchen
- Pfarrkirche St. Peter, katholische Pfarrkirche in Siegertsbrunn
- Filialkirche St. Leonhard, katholische Filial- und Wallfahrtskirche in Siegertsbrunn
- Kreuz-Christi-Kirche, evangelisch-lutherische Kirche in Höhenkirchen

### Sonstiges

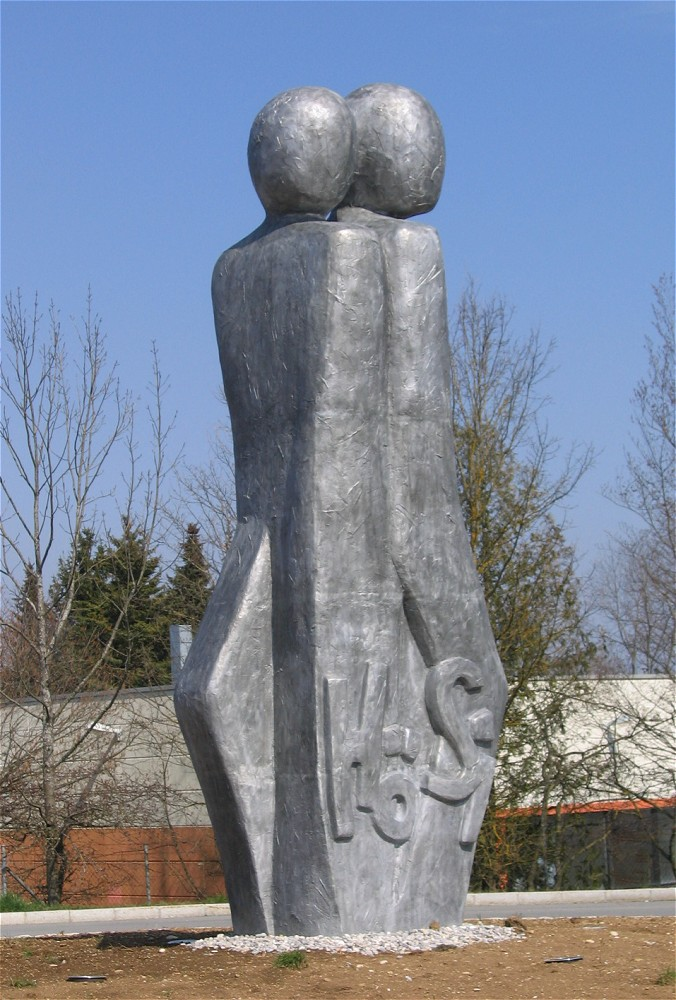
HöSi, Skulptur von Waltraud Kurz

- HöSi moderne, übergroße Skulptur von 2007 am Bahnhof Höhenkirchen-Siegertsbrunn
- Schloss Höhenkirchen

## Sport

### Eishockey
Die Eishockeyabteilung des ETC Höhenkirchen-Siegertsbrunn nahm von 1966 bis 1994 am Spielbetrieb des Bayerischen Eissportverbandes (BEV) teil. In der Zeit von 1966 bis 1968 spielte das ETC-Team in der viertklassigen Natureis-Bayernliga. Die Heimspielstätten waren das Siegertsbrunner Natureisstadion und die Eisstadien in Grafing und Holzkirchen. Die Bayerische Landesliga-Meisterschaft 1977, der Aufstieg in die Eishockey-Bayernliga 1989 und die Teilnahme an den Aufstiegsspielen 1991 zur viertklassigen Regionalliga, gehörten zu den größten Erfolgen der Eishockey-Abteilung. Nachdem der ETC lange Jahre erfolgreich mit seiner Hobbymannschaft in der WHL-Grafing (Wuide Hockey Liga Grafing). spielte, nimmt er heute am Tölzer Hobby Cup teil.Quelle: rodi-db.de

## Persönlichkeiten

### Ehrenbürger, Bürgermedaille
Ehrenbürger der Gemeinde Höhenkirchen-Siegertsbrunn ist:
- Rudolf Stingl, langjähriger Chronist für Höhenkirchen und Rektor i. R.

Mit der Bürgermedaille zeichnet die Gemeinde außerordentliche Verdienste um das Allgemeinwohl aus.

### Persönlichkeiten mit Bezug zur Gemeinde
- Fred Schreiber (1970), Musiker, TV- und Fernsehmoderator, aufgewachsen in Höhenkirchen
- Wilmut Borell (1922–1997), Schauspieler und Synchronsprecher
- Theo Herrlein (* 1939), Journalist und Schriftsteller, lebt in Höhenkirchen-Siegertsbrunn
- Franz Seraph Inselkammer (1902–1986), Inhaber der Brauerei Aying, stammte aus Siegertsbrunn
- Jörg Keßler (* 1964), Fußballschiedsrichter, wohnt in Höhenkirchen
- Martin Mayer (1941–2017), Politiker (CSU), Mitglied des Deutschen Bundestages
- Martin Pichert (1896–1989), Filmproduktionsleiter und Filmproduzent
- Adam Schöttl (1658–1727), Anführer der Gebirgsschützen des oberen Isartals beim Oberländer Bauernaufstand, churfürstlicher Förster in Höhenkirchen